# Sven Paris
Sven Paris (Frosinone, 17 dicembre 1980) è un ex pugile italiano.

## Biografia
Il padre Dheny è un ex pugile ed allenatore, mentre la madre Fortunata Cimmino è anche presidente della "Accademia Pugilistica Frosinone".
Trascorre parte dei suoi allenamenti nella Repubblica Dominicana dove si allenava assieme al padre e a Freddy Cruz.
Attualmente si è ristabilito in Italia.

## Carriera
Dopo una continua escalation nel dilettantismo, passando per i Giochi di Sydney 2000 dove gareggiò nei pesi welter leggeri, Paris diventa professionista.
Il suo primo incontro avvenuto ad Alatri il 5 aprile 2002 è passato alla storia come l'incontro più veloce di tutti i tempi: solo sette secondi per mandare KO l'avversario.
Dopo una serie di vittorie facili prima del limite, Sven conquista il titolo IBF del Mediterraneo nei pesi welter e sempre della stessa sigla il titolo Youth ai danni di J. Manuel Alaggio.
Sempre nel 2004 diventa campione nazionale dei welter battendo Vincenzo Finzi e si aggiudica il mondialino WBA sempre dei pesi welter, ai danni di W. Saporiti.
Paris vince anche il titolo di campione italiano dei superwelter, conquistato nel settembre 2006 a Frosinone contro Alessio Furlan.
Dopo una breve parentesi negli Stati Uniti, fatta di alti e bassi, torna in patria e, dopo alcuni match di rodaggio, il 20 febbraio 2009, presso il Palazzetto di Frosinone Sven Paris perde l'incontro valido per il titolo Intercontinentale WBO dei pesi welter contro l'esperto polacco Krzysztof Bienias.
Un nuovo incontro tra i due pugili si è svolto il 17 luglio 2009, con una nuova sconfitta per l'italiano, all'ultima ripresa, per ko tecnico.
Dopo una lunga pausa dal ring, Paris torna a vincere quattro match, per poi perdere il vacante titolo internazionale WBA dei welter contro Francisco Reges e abbandonare il pugilato agonistico nel 2017.